# تونستال، لانکاشر
تونستال (به انگلیسی: Tunstall) یک محله مدنی و روستا در بریتانیا است که در لنکستر واقع شده‌است. تونستال ۲۲۳ نفر جمعیت دارد.